# Ronde van Italië 1938
| Eindklassement      |                           |              |
| Algemeen klassement | Giovanni Valetti          | 112h 49' 28" |
| Tweede              | Ezio Cecchi               | + 8' 52"     |
| Derde               | Severino Canavesi         | + 9' 06"     |
| Vierde              | Settimio Simonini         | + 15' 50"    |
| Vijfde              | Michele Benente           | + 19' 40"    |
| Zesde               | Walter Generati           | + 22' 02"    |
| Zevende             | Cesare Del Cancia         | + 24' 07"    |
| Achtste             | Karl Litschi              | + 29' 24"    |
| Negende             | Ruggero Balli             | + 32' 23"    |
| Tiende              | Adalino Mealli            | + 38' 38"    |
| (Bel)               | Georges Christiaens (13e) | + 1h 08' 59" |
| (Ned)               | geen                      |              |
| Rode Lantaarn       | Werner Huber (50e)        | + 7h 03' 51" |
| Bergklassement      | Giovanni Valetti          | ... punten   |
| Tweede              | Giordano Cottur           | ... punten   |
| Derde               | Ezio Cecchi               | ... punten   |
| Ploegenklassement   | Gloria                    | ...h ..' .." |
| Tweede              | ...                       | -            |
| Derde               | ...                       | -            |

In 1938 ging de 26e Giro d'Italia op 7 mei van start in Milaan en eindigde er op 2 juni. Er stonden 94 renners verdeeld over 15 ploegen aan de start. Deze ronde werd gewonnen door de Italiaan Giovanni Valetti.
- Aantal ritten: 18, waarvan de 4e, de 7e en de 18e in twee delen werden verreden.
- Totale afstand: 3643 km
- Gemiddelde snelheid: 32,378 km/h
- Aantal deelnemers: 94

## Belgische en Nederlandse prestaties
Er namen 4 Belgen en geen Nederlanders deel aan de Giro van 1938.

### Belgische etappezeges
- In 1938 was er geen Belgische etappezege.

### Nederlandse etappezeges
- In 1938 was er geen Nederlandse etappezege.

## Etappe uitslagen
| Datum  | Etappe     | Parcours                             | Afstand | Eerste                  | Tweede                    | Derde                    | Klassementsleider       |
| ------ | ---------- | ------------------------------------ | ------- | ----------------------- | ------------------------- | ------------------------ | ----------------------- |
| 7 mei  | etappe 1   | Milaan - Turijn                      | 182 km  | Marco Cimatti (Ita)     | Raffaele di Paco (Ita)    | Osvaldo Bailo (Ita)      | Marco Cimatti (Ita)     |
| 8 mei  | etappe 2   | Turijn - San Remo                    | 204 km  | Mario Vicini (Ita)      | Cesare Del Cancia (Ita)   | Severino Canavesi (Ita)  | Mario Vicini (Ita)      |
| 9 mei  | etappe 3   | San Remo - Santa Margherita Ligure   | 172 km  | Giovanni Gotti (Ita)    | Adolfo Leoni (Ita)        | Michele Mara (Ita)       | Cesare Del Cancia (Ita) |
| 10 mei | etappe 4a  | Santa Margherita Ligure - La Spezia  | 81 km   | Giovanni Valetti (Ita)  | Olimpio Bizzi (Ita)       | Severino Canavesi (Ita)  | Cesare Del Cancia (Ita) |
| 10 mei | etappe 4b  | La Spezia - Montecatini Terme        | 110 km  | Walter Generati (Ita)   | Giovanni Gotti (Ita)      | Cino Cinelli (Ita)       | Cesare Del Cancia (Ita) |
| 12 mei | etappe 5   | Montecatini Terme - Chianciano Terme | 184 km  | Salvatore Crippa (Ita)  | Remo Cerasa (Ita)         | Michele Benente (Ita)    | Cesare Del Cancia (Ita) |
| 13 mei | etappe 6   | Chianciano Terme - Rieti             | 160 km  | Adolfo Leoni (Ita)      | Luigi Macchi (Ita)        | Walter Generati (Ita)    | Cesare Del Cancia (Ita) |
| 14 mei | etappe 7a  | Rieti - Monte Terminillo (tijdrit)   | 20 km   | Giovanni Valetti (Ita)  | Giordano Cottur (Ita)     | Adalino Mealli (Ita)     | Cesare Del Cancia (Ita) |
| 14 mei | etappe 7b  | Rieti - Rome                         | 152 km  | Cino Cinelli (Ita)      | Olimpio Bizzi (Ita)       | Diego Marabelli (Ita)    | Cesare Del Cancia (Ita) |
| 15 mei | etappe 8   | Rome - Napels                        | 234 km  | Raffaele Di Paco (Ita)  | Olimpio Bizzi (Ita)       | Adolfo Leoni (Ita)       | Cesare Del Cancia (Ita) |
| 17 mei | etappe 9   | Napels - Lanciano                    | 221 km  | Giordano Cottur (Ita)   | Giovanni Valetti (Ita)    | Olimpio Bizzi (Ita)      | Giovanni Valetti (Ita)  |
| 18 mei | etappe 10  | Lanciano - Ascoli Piceno             | 149 km  | Raffaele Di Paco (Ita)  | Olimpio Bizzi (Ita)       | Diego Marabelli (Ita)    | Giovanni Valetti (Ita)  |
| 19 mei | etappe 11  | Ascoli Piceno - Ravenna              | 268 km  | Cino Cinelli (Ita)      | Raffaele di Paco (Ita)    | Pietro Chiappini (Ita)   | Giovanni Valetti (Ita)  |
| 21 mei | etappe 12  | Ravenna - Treviso                    | 199 km  | Raffaele Di Paco (Ita)  | Pietro Rimoldi (Ita)      | Pietro Chiappini (Ita)   | Giovanni Valetti (Ita)  |
| 22 mei | etappe 13  | Treviso - Triëst                     | 207 km  | Cesare Del Cancia (Ita) | Ezio Cecchi (Ita)         | Camille Michielsen (Bel) | Giovanni Valetti (Ita)  |
| 23 mei | etappe 14  | Triëst - Belluno                     | 243 km  | Olimpio Bizzi (Ita)     | Cino Cinelli (Ita)        | Pietro Rimoldi (Ita)     | Giovanni Valetti (Ita)  |
| 25 mei | etappe 15  | Belluno - Recoaro Terme              | 154 km  | Giovanni Valetti (Ita)  | Ezio Cecchi (Ita)         | Settimo Simonini (Ita)   | Giovanni Valetti (Ita)  |
| 27 mei | etappe 16  | Recoaro Terme - Bergamo              | 272 km  | Diego Marabelli (Ita)   | Giovanni Gotti (Ita)      | Severino Canavesi (Ita)  | Giovanni Valetti (Ita)  |
| 28 mei | etappe 17  | Bergamo - Varese                     | 154 km  | Cesare Del Cancia (Ita) | Sauveur Ducazeaux (Fra)   | Pietro Rimoldi (Ita)     | Giovanni Valetti (Ita)  |
| 29 mei | etappe 18a | Varese - Locarno                     | 100 km  | Leo Amberg (Zwi)        | Georges Christiaens (Bel) | Remo Cerasa (Ita)        | Giovanni Valetti (Ita)  |
| 29 mei | etappe 18b | Locarno - Milaan                     | 180 km  | Olimpio Bizzi (Ita)     | Pietro Rimoldi (Ita)      | Cino Cinelli (Ita)       | Giovanni Valetti (Ita)  |

 winnaars · 
roze trui · 
  puntenklassement · 
  bergklassement · 
 jongerenklassement · 
 intergiro · 
 ploegenklassement · 
 strijdlust · 
 zwarte trui
Giro d'Italia Next Gen · Giro Donne · Cima Coppi
 Belgische rozetruidragers · etappewinnaars
 Nederlandse rozetruidragers · etappewinnaars
Mannen:
1909 · 
1910 · 
1911 · 
1912 · 
1913 · 
1914 · 
1919 · 
1920 · 
1921 · 
1922 · 
1923 · 
1924 · 
1925 · 
1926 · 
1927 · 
1928 · 
1929 · 
1930 · 
1931 · 
1932 · 
1933 · 
1934 · 
1935 · 
1936 · 
1937 · 
1938 · 
1939 · 
1940 · 
1946 · 
1947 · 
1948 · 
1949 · 
1950 · 
1951 · 
1952 · 
1953 · 
1954 · 
1955 · 
1956 · 
1957 · 
1958 · 
1959 · 
1960 · 
1961 · 
1962 · 
1963 · 
1964 · 
1965 · 
1966 · 
1967 · 
1968 · 
1969 · 
1970 · 
1971 · 
1972 · 
1973 · 
1974 · 
1975 · 
1976 · 
1977 · 
1978 · 
1979 · 
1980 · 
1981 · 
1982 · 
1983 · 
1984 · 
1985 · 
1986 · 
1987 · 
1988 · 
1989 · 
1990 · 
1991 · 
1992 · 
1993 · 
1994 · 
1995 · 
1996 · 
1997 · 
1998 · 
1999 · 
2000 · 
2001 · 
2002 · 
2003 · 
2004 · 
2005 · 
2006 · 
2007 · 
2008 · 
2009 · 
2010 · 
2011 · 
2012 · 
2013 · 
2014 · 
2015 · 
2016 · 
2017 · 
2018 · 
2019 · 
2020 · 
2021 · 
2022 · 
2023 · 
2024 · 
2025
Vrouwen:
1988 · 
1989 · 
1990 · 
1991 ·
1992 ·
1993 · 
1994 · 
1995 · 
1996 · 
1997 · 
1998 · 
1999 · 
2000 · 
2001 · 
2002 · 
2003 · 
2004 · 
2005 · 
2006 · 
2007 · 
2008 · 
2009 · 
2010 · 
2011 · 
2012 ·
2013 · 
2014 ·
2015 ·
2016 ·
2017 ·
2018 ·
2019 ·
2020 ·
2021 ·
2022 ·
2023 ·
2024 ·
2025